# Ibrahim Camejo
Pour les articles homonymes, voir Camejo.
Ibrahim Camejo Savas (né le 28 juin 1982 sur l'île de la Jeunesse), est un athlète cubain spécialiste du saut en longueur.

## Biographie
Il remporte en 2005 la médaille de bronze des Championnats d'Amérique centrale et des Caraïbes et est éliminé en qualifications des Championnats du monde d'Helsinki.
Il améliore son record personnel le 21 juin 2008 en réalisant 8,46 mètres lors du Meeting de Bilbao. Le 18 août 2008, Camejo remporte la médaille de bronze des Jeux olympiques de Pékin grâce à un saut mesuré à 8,20 mètres. 

### Palmarès
| Date | Compétition                                      | Lieu                 | Résultat | Épreuve          | Performance |
| ---- | ------------------------------------------------ | -------------------- | -------- | ---------------- | ----------- |
| 2001 | Championnats panaméricains juniors               | Santa Fe             | 3e       | Triple saut      | 15,75 m     |
| 2005 | Championnats d'Amérique centrale et des Caraïbes | Nassau               | 3e       | Saut en longueur | 7,88 m      |
| 2006 | Jeux d'Amérique centrale et des Caraïbes         | Carthagène des Indes | 3e       | Saut en longueur | 7,83 m      |
| 2008 | Jeux olympiques                                  | Pékin                | 3e       | Saut en longueur | 8,20 m      |

### Records
| Épreuve          | Épreuve      | Performance | Lieu      | Date            |
| ---------------- | ------------ | ----------- | --------- | --------------- |
| Saut en longueur | En plein air | 8,46 m      | Bilbao    | 21 juin 2008    |
| Saut en longueur | En salle     | 8,05 m      | Stockholm | 18 février 2009 |